# Contrato social

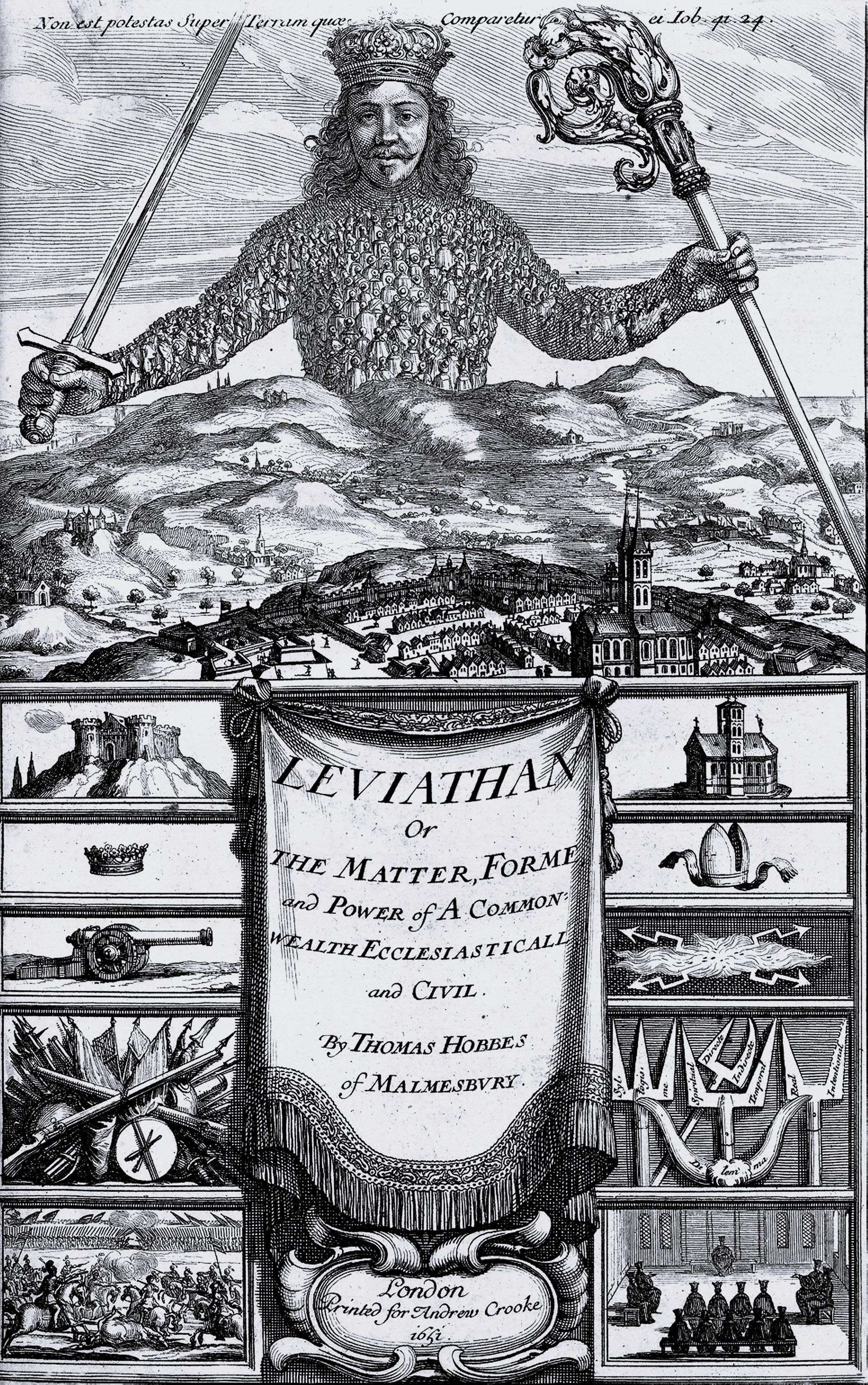
Capa original de Leviatã, de Thomas Hobbes, no qual ele discute o conceito de contrato social.

Contrato social, de acordo com o contratualismo, indica uma classe de teorias que tentam explicar os caminhos que levam as pessoas a formarem Estados e/ou manterem a ordem social. Essa noção de contrato traz implícito que as pessoas abrem mão de certos direitos para um governo ou outra autoridade a fim de obter as vantagens da ordem social. Nesse prisma, o contrato social seria um acordo entre os membros da sociedade, pelo qual reconhecem a autoridade, igualmente sobre todos, de um conjunto de regras, de um regime político ou de um governante.
O ponto inicial da maior parte dessas teorias é o exame da condição humana na ausência de qualquer ordem social estruturada, normalmente chamada de "estado de natureza". Nesse estado, as ações dos indivíduos estariam limitadas apenas por seu poder e sua consciência. Desse ponto em comum, os proponentes das teorias do contrato social tentam explicar, cada um a seu modo, como foi do interesse racional do indivíduo abdicar da liberdade que teria no estado de natureza para obter os benefícios da ordem política.
As teorias sobre o contrato social se difundiram entre os séculos XVI e XVIII como forma de explicar ou postular a origem legítima dos governos e, portanto, das obrigações políticas dos governados ou súditos. Thomas Hobbes (1651), John Locke (1689) e Jean-Jacques Rousseau (1762) são os mais famosos filósofos do contratualismo.

## Teorias / Estado de natureza
Teóricos do contrato social, como Hobbes e Locke, postulavam um "estado de natureza" original em que não haveria nenhuma autoridade política e argumentavam que era do interesse de cada indivíduo entrar em acordo com os demais para estabelecer um governo comum. Os termos desse acordo é que determinariam a forma e alcance do governo estabelecido: absoluto, segundo Hobbes; limitado constitucionalmente, segundo John Locke. Na concepção não absolutista do poder, considerava-se que, caso o governo ultrapassasse os limites estipulados, o contrato estaria quebrado e os sujeitos teriam o direito de se rebelar.
Recentemente, a tradição das teorias do contrato social ganhou nova força, principalmente nas obras do filósofo político norte-americano John Rawls (1921-2002) sobre as questões da justiça distributiva e nas dos teóricos das 'escolhas racionais públicas' dos governantes e homens públicos, que discutem os limites da atividade do Estado.

### Thomas Hobbes e o 'Leviatã' (1651)
O primeiro filósofo moderno que articulou uma teoria contratualista detalhada foi Thomas Hobbes (1588-1679). Na obra Leviatã, explicou seus pontos de vista sobre a natureza humana e sobre a necessidade de governos e sociedades.

#### Condições pré-contrato
Thomas Hobbes no livro Leviatã (1651), tenta pensar de forma progressista a formação da sociedade, desenvolvendo não um estudo histórico, nem uma hipótese realista, mas um estudo teórico, uma espécie de experimento mental, da constituição do estado, a partir de seus próprios elementos. Ele usa uma concepção atomista, desenvolvendo um pensamento a partir dos elementos mais básicos e singulares que constituem a sociedade e o Estado, que chama de 'Leviatã' − sendo o Leviatã um monstro, no sentido de enorme e poderoso, tendo até vida própria. A questão da vida do Leviatã está associada à concepção de vida como movimento, pois para Hobbes tudo que se move por conta própria teria vida, podendo-se assim dizer que o Estado tem vida.  Os elementos básicos que Hobbes usa para pensar uma sociedade antes mesmo de ela existir são os indivíduos, os homens. Estes se encontram no estado de natureza, em que não existe o Estado, não existe nenhuma jurisdição sobre nada, onde todos são iguais, no sentido de que apesar de serem diferentes física e espiritualmente, quando se leva todo o conjunto de possibilidades que um homem tem, não há tanta diferença assim entre eles, pois, quando um é mais forte que outro, esse outro pode ser mais sagaz e articular meios para matar o primeiro, por maquinação ou associação com outras pessoas.  Sendo assim, todos têm capacidade de conseguir as mesmas coisas. Além de serem iguais nas capacidades, esses indivíduos, seres isolados, são todos constituídos das mesmas características, devido a uma natureza. Essa natureza os faz desejarem as mesmas coisas, já que têm as mesmas paixões e principalmente têm o elemento pulsante de conservação de vida (conatus).  Hobbes não constrói essas características da natureza humana apenas por especulação; ele retira essa concepção por meio da observação do próprio homem, que em sociedade ainda as expressam, apesar de não estarem mais no estado de natureza. 
Dadas essas características dos homens e o estado de natureza em que eles se encontram antes do estabelecimento do Estado, em que não há leis e todos são completamente livres para fazerem o que quiserem, sendo os juízes de seus próprios atos, iguais e desejantes das mesmas coisas, surge, quase que de forma inevitável, a competição entre esses indivíduos. Haja vista que não há recursos suficientes para todos, quando dois corpos querem um mesmo fim e têm a mesma capacidade, logo entrarão em choque. Nesse sentido, surge um clima de guerra de todos contra todos, em cuja condição todos são inimigos entre si, tentando prever o que o outro está tramando, a julgar que ele tem a intenção de atacar, se deve atacar antes para poder se defender.  A previsão é um dos meios mais seguros para se conservar e subjugar o maior número de pessoas, até o necessário para não haver um poder suficientemente grande para ameaçá-lo. Devido a essa competição e o desprezo que os homens têm uns pelos outros no estado natural, que Hobbes usa a famosa citação de “o homem é lobo do homem”. No entanto, nessa situação é apenas um clima de guerra, pois a procura da conservação da vida leva também ao medo de perder a vida, e assim tenta-se evitar ao máximo o combate. Não estão todos efetivamente lutando a todo momento uns contra os outros, mas sempre se sentem ameaçados pelo outro e achando que será atacado, pois não há nada que impeça que isso ocorra.

#### Contrato
Diante dessa situação surge a necessidade de algo que garanta que os outros não ataquem, além de garantir que os contratos feitos, assim como os direitos, sejam garantidos. A questão do contrato surge devido a ele ser uma transferência mútua de direito, em que uma pessoa por meio de sinais transfere um direito que era dela para outra pessoa. Hobbes tem uma concepção de que toda a sociedade se baseia em contratos de toda espécie, pois para estabelecer uma troca faz-se necessário ter um contrato, assim como outras diversas situações é necessário uma transferência de direitos. Os contratos são estabelecidos por sinais, podem ser expressos ou inferenciais. Os expressos são palavras que indicam a transferência e compreendem aquilo que significam, como abdico, dou, vendo, quero que isto seja teu, dei. Eles podem estar no presente, passado ou futuro. Os sinais inferenciais são consequências dos gestos, ações, do silêncio, da omissão de ações que indiquem a transferência. Os sinais expressos por meio de palavras no futuro são intitulados como promessa, devido à ausência de transferência automática de direito. Pois o indivíduo ao dizer abdicarei, darei, entregarei, não está fazendo um contrato mútuo e sim um pacto. Já que ele promete algo em troca do recebimento de algum direito. 
Na condição de simples natureza não há como estabelecer pactos. Visto que nessa situação nunca será possível isso, já que ninguém irá beneficiar outro, uma vez que não tem a mínima garantia de que a promessa será cumprida. E na mínima desconfiança se torna nulo o pacto. Pois ao transferir um direito sem ganhar nada em troca e, estando no estado de natureza, estaria abrindo mão do seu próprio meio de vida, de conservação. A obrigatoriedade do pacto assim é quebrada, sendo necessário algum agente externo para se estabelecer o pacto e garantias, isto é, o Estado. Para isso é necessário que cada um abra mão de parte da sua total liberdade para poder haver algum poder que garanta a sua própria vida, seus direitos e o cumprimento de contratos. 

#### O Contrato social
Assim se faz necessário que haja o Estado e ele é estabelecido a partir de contratos entre os próprios homens, em que eles abrem mão de parte de sua liberdade e transfere diretos ao estado para ele poder garantir por meio da força, o cumprimento de outros contratos e assim o fim do clima de guerra. O estado pactua com cada um dos homens e garante a cada um que a sua parte do contrato seja cumprida, sendo assim o pacto é recíproco. No Leviatã, Hobbes diz: ”Diz-se que um Estado foi instituído quando uma multidão de homens concorda e pactua, cada um com cada um dos outros, que a qualquer homem ou assembleia de homens a quem seja atribuído pela maioria o direito de representar a pessoa de todos eles (ou seja, de ser seu representante), todos sem exceção, tanto os que votaram a favor dele como os que votaram contra ele, deverão autorizar todos os atos e decisões desse homem ou assembleia de homens, tal como se fossem seus próprios atos e decisões, a fim de viverem em paz uns com os outros e serem protegidos dos restantes homens.”
John Locke em o Segundo tratado sobre o governo, apresenta uma estrutura, semelhante ao de Hobbes, entretanto, os dois autores tiram conclusões completamente diferentes no que concerne ao modo como nos submetemos a esse Estado Civil, nossa função nele e como se dá o estabelecimento do contrato. Ambos iniciam seu pensamento focando num estado de natureza, que, através do contrato social, vai se tornar o estado civil.
É grande a diferença entre Hobbes e Locke no modo como esses três componentes são entendidos. Para Locke, o estado de natureza não foi um período histórico, mas é uma situação que pode existir independentemente do tempo. O estado de natureza dá se quando uma comunidade se encontra sem uma autoridade superior ou relação de submissão. Logo o Estado, para Locke, tem uma função muito diferente daquele que é idealizado por Hobbes. Enquanto este verifica no Estado o único ente capaz de coibir a natureza humana e dar coesão ao Estado sob a égide da figura absoluta, o Estado lockeano é apenas o guardião que apenas centraliza as funções administrativas.
O contrato social, para Locke, surge de duas características fundamentais: a confiança e o consentimento. Para Locke, os indivíduos de uma comunidade política consentem a uma administração com a função de centralizar o poder público. Uma vez que esse consentimento é dado, cabe ao governante retribuir essa delegação de poderes dada agindo de forma a garantir os direitos individuais, assegurar segurança jurídica, assegurar o direito à propriedade privada ( vale ressaltar que para Locke, a propriedade privada não é só, de fato, terra ou imóveis, mas tudo que é produzido com o seu trabalho e esforço, ou do que é produzido pelas suas posses nesta mesma relação ) a esse indivíduo, sendo efetivado para aprofundar ainda mais os direitos naturais, dados por Deus, que o indivíduo já possuía no estado natural.
É nessa relação que vemos uma das principais diferenças no contrato social apresentado por Hobbes e Locke. Diferente do estado absoluto de Hobbes, que deve ter em seu governante a absoluta confiança e não questioná-lo jamais, para Locke essa relação funciona de maneira distinta. Uma vez que a relação estado-indivíduo é baseada em uma relação de consentimento e confiança, é totalmente possível que, se o governante quebrar a confiança, agindo por má-fé ou não garantindo os direitos individuais, a segurança jurídica e a propriedade privada, ou, ainda, não garantindo os direitos naturais, que uma vez dados por Deus seria impossível alguém cerceá-los, o povo se revolte e o destitua do cargo. É um pensamento inédito, já que na filosofia política corrente à época jamais se poderia questionar o poder do governante, uma vez que teria sido dado por Deus. É na justificativa de que, uma vez que o governante não respeite os direitos naturais dados por Deus, era dever do povo questionar o poder e rebelar-se.
Passada a fase de estabelecimento do contrato, deve ser marcado pela distinção entre executivo e legislativo, com predomínio do segundo e com a garantia que os direitos naturais seriam preservados.

### Rousseau eO Contrato Social(1762)
No início, Jean-Jacques Rousseau questiona por que o homem vive em sociedade e por que se priva de sua liberdade. Vê num rei e seu povo o senhor e seu escravo, pois o interesse de um só homem será sempre o interesse privado. Os homens, para se conservarem, se agregam e formam um conjunto de forças com objetivo único.					
No contrato social, os bens são protegidos e a pessoa, unindo-se às outras, obedece a si mesma, conservando a liberdade. O pacto social pode ser definido quando "cada um de nós coloca sua pessoa e sua potência sob a direção suprema da vontade geral".		
Rousseau diz que a liberdade é inerente à lei livremente aceita. "Seguir o impulso de alguém é escravidão, mas obedecer uma lei auto-imposta é liberdade". Considera a liberdade um direito e um dever ao mesmo tempo. A liberdade lhes pertence e renunciar a ela é renunciar à própria qualidade de homem.			
O "Contrato social", ao considerar que todos os homens nascem livres e iguais, encara o Estado como objeto de um contrato no qual os indivíduos não renunciam a seus direitos naturais, mas ao contrário, entram em acordo para a proteção desses direitos, onde o Estado é criado para preservar. O Estado é a unidade e, como tal, representa a vontade geral, que não é o mesmo que a vontade de todos. Em Rousseau existem vários níveis de vontade: a vontade geral, que se trata da vontade do corpo formado por toda a comunidade política (por todos os cidadãos); a vontade particular de um indivíduo ou de um grupo formado apenas por uma pequena parcela dos indivíduos da sociedade; e a vontade de todos, que é a soma de todas as vontades particulares e que não deve ser confundida com a vontade geral. A vontade geral, conforme dito, somente pode existir e ser estabelecida por uma comunidade política legítima, dentro de uma República.		
Quando o povo institui uma lei de alcance geral, forma-se uma relação. A matéria e a vontade que fazem o estatuto são gerais, e a isso Rousseau chama lei. A República é todo estado regido por leis. Mesmo a monarquia pode ser uma república. O povo submetido às leis deve ser o autor delas. Mas o povo não sabe criar leis, é preciso um legislador. Rousseau admite que é uma tarefa difícil encontrar um bom legislador. Um legislador deve fazer as leis de acordo com a vontade do povo.
Rousseau reforça o contrato social através de sanções rigorosas que acreditava serem necessárias para a manutenção da estabilidade política do Estado por ele preconizado. Propõe a introdução de uma espécie de religião civil, ou profissão de fé cívica, a ser obedecida pelos cidadãos que, depois de aceitarem-na, deveriam segui-la sob pena de morte. Mas Rousseau também ficava em dúvida sobre até que ponto a pena de morte seria válida, pois como era possível o homem saber se um criminoso não podia se regenerar já que o estado sempre demonstrava fraqueza em alguns momentos. "Não existe malvado que não possa servir de coisa alguma" pág:46 			
Os governantes, ou magistrados, não devem ser numerosos para não se enfraquecer sua função, pois quanto mais atuam sobre si mesmos, menos dedicam-se ao todo. Na pessoa do magistrado há três vontades diferentes: a do indivíduo, a vontade comum dos magistrados e a vontade do povo, que é a principal.		
Rousseau conclui seu "Contrato social" com um capítulo sobre religião. Para começar, Rousseau é claramente hostil à religião como tal, mas tem sérias restrições contra pelo menos três tipos de religião. Rousseau distingue a "religião do homem" que pode ser hierarquizada ou individual, e a "religião do cidadão". A religião do homem hierarquizada é organizada e multinacional. Não é incentivadora do patriotismo, mas compete com o estado pela lealdade dos cidadãos. Este é o caso do Catolicismo, para Rousseau.	
Do ponto de vista do estado, a religião nacional ou religião civil é a preferível. Ele diz que "ela reúne adoração divina a um amor da Lei, e que, em fazendo a pátria o objeto da adoração do cidadão, ela ensina que o serviço do estado é o serviço do Deus tutelar". O Estado não deveria estabelecer uma religião, mas deveria usar a lei para banir qualquer religião que seja socialmente prejudicial. Para que fosse legal, uma religião teria que limitar-se a ensinar. "A existência de uma divindade onipotente, inteligente, benevolente que prevê e provê; uma vida após a morte; a felicidade do justo; a punição dos pecadores; a sacralidade do contrato social e da lei". O fato de que o estado possa banir a religião considerada social deriva do princípio da supremacia da vontade geral (que existe antes da fundação do Estado) à vontade da maioria (que se manifesta depois de constituído o Estado), ou seja, se todos querem o bem estar social, e se uma maioria deseja uma religião que vai contra essa primeira vontade, essa maioria terá que ser reprimida pelo governo.